# 尼克洛特
尼克洛特（1090年—1160年8月），中世紀時斯拉夫族奧博特人的首領，也是梅克伦堡家族的先祖。1130年至1131年间，他成为奥博特里特部落联盟（包括基西尼部落和切尔奇帕尼部落）的首领。同时他还是什未林（Herr zu）、克钦（Quetzin）和马尔肖（Malchow）的领主。他在近30年的时间里一直都在抵抗撒克遜人，尤其是1147年文德十字軍东征期间和狮子亨利的争斗。

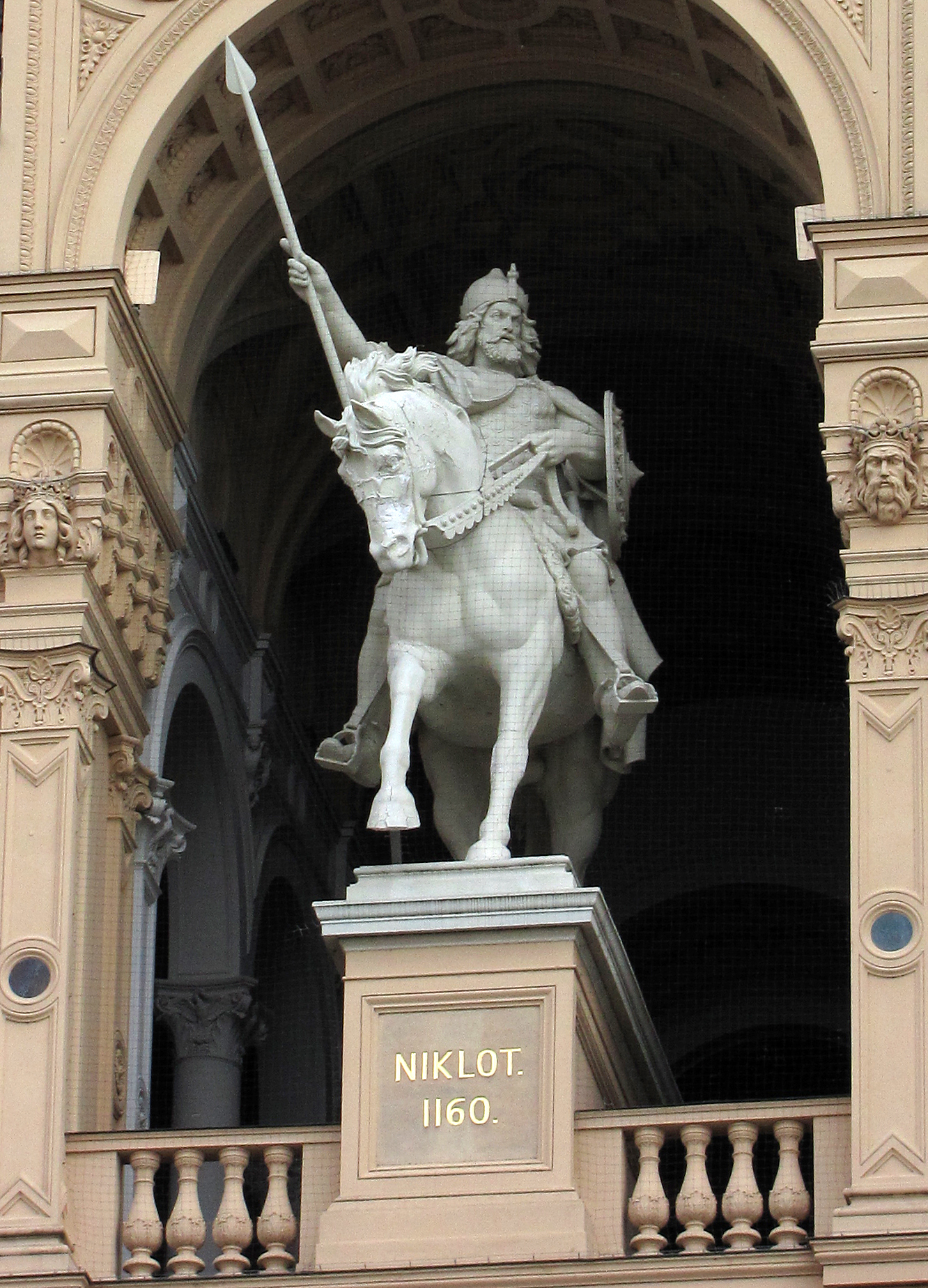
位于什未林城堡的尼克洛特雕像

- Marek, Miroslav. . Genealogy EU.   [2014-11-20]. （原始内容存档于2015-09-24）.[自述来源]